# Município de Vernon (condado de Clinton, Ohio)
O município de Vernon (em inglês: Vernon Township) é um município localizado no condado de Crawford no estado estadounidense de Ohio. No ano de 2010 tinha uma população de 832 habitantes e uma densidade populacional de 14,95 pessoas por km².

## Geografia
O município de Vernon encontra-se localizado nas coordenadas 40° 51′ 23″ N, 82° 45′ 49″ O. Segundo a Departamento do Censo dos Estados Unidos, o município tem uma superfície total de 55.64 km², da qual 55,63 km² correspondem a terra firme e (0,03 %) 0,02 km² é água.

## Demografia
Segundo o censo de 2010, tinha 832 pessoas residindo no município de Vernon. A densidade populacional era de 14,95 hab./km². Dos 832 habitantes, o município de Vernon estava composto pelo 99,28 % brancos, o 0,36 % eram afroamericanos, o 0,12 % eram amerindios, o 0,12 % eram asiáticos e o 0,12 % eram de uma mistura de raças. Do total da população o 1,44 % eram hispanos ou latinos de qualquer raça.